# Skład Sztabu Generalnego Armii Ukraińskiej Republiki Ludowej w lipcu 1920 roku
Skład Sztabu Generalnego Armii Ukraińskiej Republiki Ludowej w lipcu 1920 roku, powołany rozkazem Atamana Głównego Ukraińskich Sił Zbrojnych Symona Petlury z dnia 3 lipca 1920.
- gen. chor. Wołodymyr Salski – szef sztabu
- gen. chor. Marko Bezruczko
- płk Wasyl Czabaniwśkyj
- ppłk Maksym Didkowśkyj
- gen. por. Serhij Diadiusza
- gen. por. Ołeksa Hałkyn
- gen. chor. Wołodymyr Hałkyn
- gen. chor. Jewhen Hamczenko
- gen. por. Hryhorij Januszewśkyj
- płk Dmytro Jaroćkyj
- gen. por. Petro Jeroszewycz
- gen. chor. Mykoła Jeszczenko
- gen. płk Mykoła Junakiw
- gen. chor. Mykoła Kapustianśkyj
- gen. por. Mykoła Kowal-Medzwećkyj
- gen. chor. Wiktor Kuszcz
- płk Ołeksandr Kuźmynśkyj
- płk Ołeksa Łusznenko
- gen. chor. Petro Łypko
- płk Ołeksa Nyzijenko
- płk Jurko Otmarsztejn
- gen. chor. Mychajło Peresada-Suchodolśkyj
- gen. chor. Wsewołod Petriw
- gen. por. Ołeksandr Porochowszczykiw
- kontradm. Wołodymyr Sawczenko-Bilski
- gen. chor. Wołodymyr Sinkler
- gen. chor. Ołeksandr Udowyczenko
- ppłk Serhij Wyszomirśkyj
- gen. chor. Wsewołod Zmijenko